# 삼성 갤럭시 와이드5
삼성 갤럭시 와이드5(삼성 갤럭시 F42)는 삼성전자가 2021년 9월에 공개한 안드로이드 스마트폰이다. 삼성 갤럭시 와이드 시리즈 최초로 5G, FHD+, One UI Core, 128GB가 탑재되어 있다. 삼성 갤럭시 와이드4의 후속 기종이다. 다른기기와 문자/전화하기 기능이 지원되지 않는다.